# اداره پلیس شهر بوستون

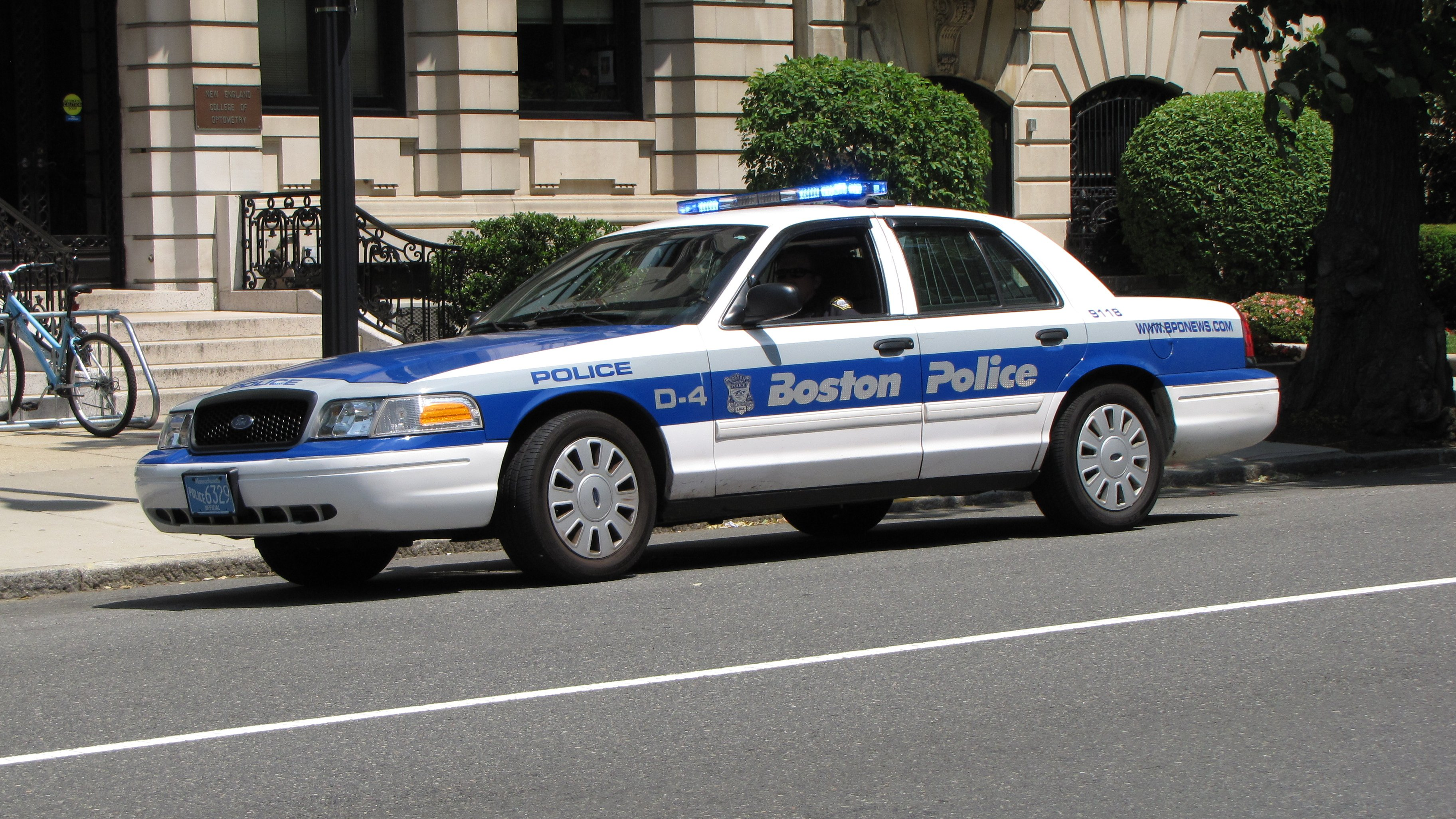

ادارهٔ پلیس بوستون (به انگلیسی: Boston Police Department)، تأسیس ۱۸۳۸ ادارهٔ پلیس شهر بوستون در آمریکا است.
این اداره یکی از بزرگ‌ترین مراکز قانونی در آمریکا است. اداره پلیس این شهر با بیش از ۲۶۰۰ نفر نیرو، منطقه‌ای با جمعیتی در حدود ۳ میلیون نفر را پوشش می‌دهد.